# Лори Ферија Столарц
Лори Ферија Столарц (енгл. Laurie Faria Stolarz, Салем, 5. мај 1972) је америчка ауторка фиктивних романа за младе, најпознатија по својој серији Blue is for Nightmares. Њена дела у којима су представљени тинејџерски протагонисти, заснивају се на мистерији и романтичности.

## Позадина
Столарц је одрасла у Салему, Масачусетс, граду надалеко познатом по суђењима вештицама у Салему из 1692. године, чији се утицај може видети у магијским и вештичким / виканским елементима њених књига.  Похађала је Merrimack College, а касније Emerson College, оба у Масачусетсу. 

## Каријера
Столарц је успех у продаји пронашла својим првим романом Blue is for Nightmares (Плава је за кошмаре), а уследила је са још три наслова у серији, White is for Magic (Бела је за магију), Silver is for Secret (Сребрна је за тајне), а Red is for Remembrance (Црвена је за сећање). Четири романа из серије „BIFN“ продата су у више од 500.000 примерака.  Столарц је такође најавила улазак у графички роман у серију под насловом Black is for Beginnings, коју је објавила лета 2009. 
Столарц је објавила Bleed у септембру 2006. и пратећи роман, Project 17, у децембру 2007. Bleed има култ, а Project 17 смештен је у бившу државну болницу Данверс чије се рушење догодило 2007. године.
Серија Touch је још једна Столарцина серија. Серија има пет књига. Прва књига Deadly Little Secret (Смртоносна мала тајна) објављена је крајем 2008. године, друга књига Deadly Little Lies (Смртоносне мале лажи) 10. новембра 2009,  и трећа књига Deadly Little Games (Смртоносне мале игре) децембра 2010. Четврта књига из серије Deadly Little Voices (Смртоносни мали гласови) је дизашла6. децембра 2011. године, а Deadly Little Lessons (Смртоносне мале лекције) у децембру 2012. године. Радња се одиграва у Freetown-у , Масачусетс.